# Wickes (Arkansas)
Wickes é uma cidade  localizada no estado americano de Arkansas, no Condado de Polk.

## Demografia
Segundo o censo americano de 2000, a sua população era de 675 habitantes.
Em 2006, foi estimada uma população de 686, um aumento de 11 (1.6%).

## Geografia
De acordo com o United States Census Bureau, a localidade tem uma área de 6,0 km², sem área coberta por água. Wickes localiza-se a aproximadamente 314 m acima do nível do mar.

## Localidades na vizinhança
O diagrama seguinte representa as localidades num raio de 32 km ao redor de Wickes.